# 中國國民黨第十四次全國代表大會

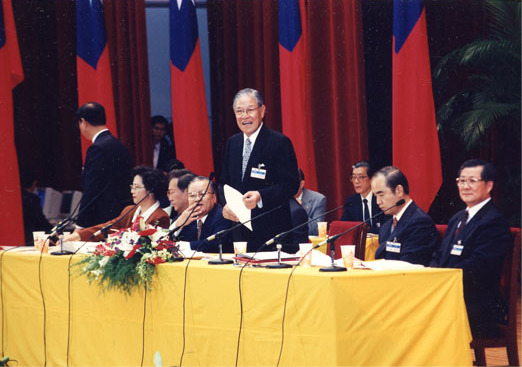
時任中國國民黨主席李登輝出席第十四次全國代表大會

中國國民黨第十四次全國代表大會，簡稱十四全大會，1993年8月16日至1993年8月22日在臺灣臺北市信義區臺北國際會議中心舉行。通過由時任中華民國總統李登輝當選中國國民黨主席，並修改中國國民黨黨章設立「中國國民黨副主席」一職。本次大會為時任中華民國行政院院長郝柏村率領內閣總辭後，總統兼黨主席李登輝在中國國民黨內確立「至高領袖」、「小強人」:247之絕對地位。

## 背景
二月政爭後，國民黨黨內出現「主流派」與「非主流派」鬥爭。總統兼黨主席李登輝也開始對「非主流派」予以收編或稀釋。1992年中華民國立法委員選舉結果，國民黨雖遭嚴重挫敗，然而「非主流派」多位候選人卻紛紛當選。「非主流派」決定化被動為主動，尋求「主流派」中較有政治企圖心的實力人物合作。如果能輔選出對「非主流派」有利的中華民國立法院院長、立法院副院長，則時任行政院院長郝柏村的閣揆之位或許還能守住。:214最後「非主流派」選定爭取臺灣省政府主席未果的新科立法委員高育仁，高育仁獲得「非主流派」支持競選立法院院長後，亦回報支持「非主流派」大將關中競選立法院副院長。
唯「主流派」在宋楚瑜領軍下，強力輔選劉松藩與王金平，在立法院正副院長選舉中擊敗「高關配」。「非主流派」在高育仁串連失敗後，時任行政院院長郝柏村見大勢已去。於1月30日發表辭職聲明，正式宣佈辭職。:214-215
本次全國代表大會中，時任黨主席李登輝透過增列700名當然黨代表的方式，使十四全大會代表人數高達2,100人。將「非主流派」所能掌握的380名至420名黨代表，稀釋到全體黨代表的三分之一不到。換句話說，黨主席李登輝可以牢牢掌握修改黨章所需的三分之二多數，同時「非主流派」無法掌握杯葛修改黨章所需要的三分之一少數。:215-216
然而針對是否修改黨章設立副主席一事，李登輝由原先傾向設立到傾向不設立，唯全體黨代表投票結果，有1,007位贊成設置，雖未超過增設所需的三分之二多數，但占了投票人數1,648位的六成一。李登輝見此，為避免黨內分裂，乃主動出席黨代表大會，呼籲黨代表通過鼓掌設置副主席。
在中央委員選舉方面，「主流派」保有110位，在210位名額中佔52.4%，「非主流派」僅37席，佔17.6%。甚至低於1990年臨中全會上掌握的中央委員數。:216在中常委中，「非主流派」只保有4-6名。（全部31名）:252而原先承諾讓郝柏村擔任的「副主席」，最後不過是四位副主席的其中一位。

## 重要內容
- 通過《中國國民黨主席選舉辦法》等相關選舉辦法，首次由黨代表票選黨主席，應出席黨代表2,089人，李登輝以1,686票、超過八成得票率當選連任黨主席。
- 通過黨主席李登輝提名李元簇、郝柏村、林洋港、連戰等4位為黨副主席。
- 聽取「國民黨黨務報告」、「行政政務報告」、「立法工作報告」、「國際情勢報告」、「兩岸關係報告」等項。
- 通過《中國國民黨黨章修正案暨相關選舉辦法》、《中國國民黨政綱案》、《中國國民黨現階段政治任務提示案》、《厚植國力積極推動國家建設案》、《中國國民黨現階段黨務發展綱領案》及「致敬電文」、「大會宣言」等案。
- 選舉第14屆中央委員吳伯雄等210位、候補中央委員張朝權等105位。

## 影響
- 十四全後，被視為原屬關中的人馬、「非主流派」陣營中的詹春柏，亦接受安撫出任國民黨政策研究工作會主任。1994年中華民國省市長暨省市議員選舉前夕，關中亦接受安撫，出任中華民國銓敘部部長，使「非主流派」的收編達到高潮。至此李登輝已不只是「主流派」領袖，同時亦兼顧「非主流派」利益。[2]:215
- 由於「非主流派」無法掌握杯葛修改黨章所需要的三分之一少數。[2]:215-216以「新國民黨連線」為主的「非主流派」中生代權力人物，眼見在國民黨內已無可圖，終於在十四全大會召開前夕（8月10日）自立門戶，宣布出走成立了新黨，[2]:216在大會閉幕同一天舉行成立大會。[1]:252與李登輝抗衡。

## 外部連結
- 國民黨歷屆全代會 （页面存档备份，存于）